# Джордж Ендрю Рейснер
Джордж Ендрю Рейснер (англ. George Andrew Reisner; 5 листопада 1867 — 6 червня 1942) — американський археолог, спеціальністю якого був Стародавній Єгипет.

## Життєпис
Народився в Індіанаполісі. Освіту здобув у Гарвардському університеті.
Після його досліджень в Джебель-Баркалі він виявив, що нубійські фараони були поховані не в самих пірамідах, а за їх межами. Також Рейснер знайшов череп нубійки (він вважав, що вона була королевою), який зберігається в колекції музею археології і етнології Гарвардського університету. Він ж відновив послідовність правління єгипетських царів Куша.
Окрім досліджень Нубії, Рейснер відомий виявлянням гробниці цариці Хетепхерес (матері фараона Хеопса) і вивченням мастаб.
У 1889 році Рейснер був головним футбольним тренером в Університеті Пердью.
- 1897—1899: Класифікував Єгиптологічну колекцію Єгипетського музею в Каїрі
- 1899—1905: Очолив Херстську експедицію Каліфорнійського університету для дослідження поховань біля Коптоса
- 1905: Редагував Херстський медичний папірус
- 1905—1914: Був асистентом професора єгиптології в Гарвардському університеті
- 1907—1909: Керував археологічними дослідженнями в Нубії (Нілотський Судан) для єгипетського уряду
- 1910—1942: Хранитель єгипетських колекцій в Музеї образотворчого мистецтва м. Бостона
- 1914—1942: Професор єгиптології в Гарвардському університеті
- 1916—1923: Дослідив піраміди Мерое, розкопав храм в Напаті
- 1931: Написав книгу «Мікерин»
- 1942: Опублікував останню працю «Історія некрополя Гізи»

Був членом Німецького археологічного інституту, Американської академії мистецтв і наук.
Помер в Гізі.

## Праці
- (англ.)Amulets. Cairo: Impr. de l'Institut français d'archéologie orientale. 1907. (reprint ISBN 978-1-57898-718-4)
- (англ.)The Early dynastic cemeteries of Naga-ed-Dêr. Leipzig: J. C. Hinrichs. 1908.
- (англ.)The Egyptian conception of immortality. Cambridge: The Riverside Press (Houghton Mifflin). 1912.
- (англ.)Excavations at Kerma. Cambridge: Peabody Museum of Harvard University. 1923. (reprint ISBN 0-527-01028-6)
- (англ.)Harvard excavations at Samaria, 1908—1910. Cambridge: Harvard University Press. 1924. (with Clarence Stanley Fisher and David Gordon Lyon)
- (англ.)Mycerinus, the temples of the third pyramid at Giza,. Cambridge: Harvard University Press. 1931.
- (англ.)The development of the Egyptian tomb down to the accession of Cheops. Cambridge: Harvard University Press. 1936.
- (англ.)A history of Giza necropolis, I, Haward university press, Cambridge, Mass., 1942.
- (англ.)A History of the Giza Necropolis. II: The Tomb of Hetep-Heres, the Mother of Cheops (1942—1955)
- (англ.)Avec W.S. Smith, A history of Giza necropolis, II, The tomb of Hetep-Heres, The mother of Cheops, Haward university press, Cambridge, Mass., 1955.
- (англ.)Canopics. Cairo: Impr. de l'Institut français d'archéologie orientale. 1967. (completed by Mohammad Hassan Abd-ul-Rahman)